# Richard Covey
Richard Oswalt Covey (ur. 1 sierpnia 1946 w Fayetteville w Arkansas) – amerykański pilot i astronauta.

## Życiorys
W 1964 ukończył szkołę w Shalimarze na Florydzie, a w 1968 nauki inżynieryjne na United States Air Force Academy, w 1969 został magistrem aeronautyki i astronautyki na Purdue University. W latach 1970–1974 był pilotem myśliwskim, brał udział w 339 misjach bojowych w Azji Południowo-Wschodniej, 1975-1978 był pilotem doświadczalnym w Eglin Air Force Base na Florydzie. Ma wylatane ponad 5700 godzin na 30 typach samolotów. W lotnictwie USA służył do 1 sierpnia 1994.
16 stycznia 1978 został wybrany przez NASA kandydatem na astronautę, w sierpniu 1979 zakwalifikował się jako astronauta. Od 27 sierpnia do 3 września 1985 jako pilot uczestniczył w misji STS-51-I trwającej 7 dni, 2 godziny i 17 minut. Start nastąpił z Centrum Kosmicznego im. Johna F. Kennedy’ego, a lądowanie w Edwards Air Force Base w Kalifornii. Umieszczono na orbicie satelity telekomunikacyjne Aussat-1, ASC-1 oraz Leasat-4 (Syncom IV-4) i naprawiono satelitę Leasat-3 (Syncom IV-3).
Od 29 września do 3 października 1988 był pilotem misji STS-26 trwającej 4 dni i godzinę. Umieszczono na orbicie satelitę telekomunikacyjnego TDRS-3. Od 16 do 20 listopada 1990 dowodził misją STS-38 trwającą 4 dni, 21 godzin i 54 minuty. Uczestnicy umieścili na orbicie satelitę wczesnego ostrzegania DSP (Defence Support Program). Od 2 do 13 grudnia 1993 był dowódcą misji STS-61 do kosmicznego teleskopu Hubble'a trwającej 10 dni, 19 godzin i 59 minut.
Łącznie spędził w kosmosie 26 dni, 21 godzin i 9 minut. Opuścił NASA 1 lipca 1994. W styczniu 1998 został zastępcą dyrektora Boeing Company, w lutym 2006 wiceprezesem, a 28 września 2007 prezesem United Space Alliance.